# 蜷城村
蜷城村（ひなしろむら）は、福岡県朝倉郡にあった村。現在の朝倉市の一部。

## 地理
筑後川右岸、同川支流・佐田川、荷原川の下流域に位置していた。

## 歴史

### 沿革
- 1889年（明治22年）
  - 4月1日 - 町村制の施行により、下座郡屋永村、桑原村、田島村、中島田村、牛鶴村、相窪村、林田村、上畑村、鎌崎村、金丸村、鵜木村、片延村、長田村、八重津村、中村、徳淵村、福光村が合併して村制施行し、蜷城村が発足[1][2]。役場を大字桑原に設置[1]。
  - 10月1日 – 大字相窪が分離し福田村の一部（大字一木・頓田・古賀・堤・来春・柿原）と合併して立石村が発足[1][2]。
- 1890年（明治23年）（月日不詳）- 大字屋永、牛鶴、桑原、田島、中島田が分離し金川村が発足[1][2]。役場を大字片延に移転[1]。
- 1896年（明治29年）4月1日 - 郡の統合により朝倉郡に所属[1][3]。
- 1954年（昭和29年）4月1日 - 朝倉郡甘木町、安川村、秋月町、上秋月村、立石村、福田村、馬田村、三奈木村、金川村と合併し、甘木市を新設して廃止された[1][2]

### 地名の由来
郷社・蜷城神社による。

## 産業
主要産業は米、小麦などを主とする農業。

## 名所・旧跡
- 美奈宜神社[1]